# 桂南楽
桂 南楽（かつら なんらく）は、落語家の名跡。
- 桂南楽 - 現∶三代目桂小南
- 桂南楽 - 本項にて記述

桂 南楽（かつら なんらく、1997年4月11日 - ）は、落語家。本名∶岡村 孝徳。出囃子は『琉球節』。

## 経歴
1997年4月11日、宮崎県宮崎市出身。宮崎日本大学高等学校を経て、日本大学中退。
2018年4月、三代目桂小南に入門し一番弟子となる。7月に前座となり「南太郎」を名乗る。8月に、新宿末廣亭にて演目「子ほめ」で初高座。
2022年8月、弟弟子桂南馬と共に二ツ目に昇進し、師匠小南の二ツ目の際の名「南楽」に改名。当初は「南太郎」のまま二ツ目に昇進する予定であったが、弟弟子南之助が継ぐ予定だった師匠の二ツ目名「南楽」を継ぎたいと申し出たため継ぐことになった。

## 人物
- 弟弟子の南馬は同日入門。南楽は入り待ちで入門志願し、南馬は出待ちで入門志願したため、3時間違いで兄弟子となった[3]。

## 芸歴
- 2018年
  - 4月 - 三代目桂小南に入門。
  - 7月 - 前座となり「南太郎」を名乗る。
- 2022年8月 - 二ツ目昇進、「南楽」に改名。